# Богдан-Зиновій Гординський
Гординський  Богдан-Зиновій (19 лютого 1911, Коломия, Коломийський повіт, Станіславівський округ, Королівство  Галичини і Володимирії, Австро - Угорщина — 20 квітня 1995, Мінот, штат Північна  Дакота, США) — лікар-терапевт,  доктор медицини (1938). Дійсний член НТШ (1942, за ін. даними — 1962). 

## Біографія
Народився 19 лютого 1911 року в м. Коломиї на Прикарпатті в родині вчителя Ярослава Гординського.  Його сестра Дарія стала піаністкою, брати Святослав – художником, Володимир – біохіміком. 
Закінчив  Львівський університет у 1935 році. Спеціалізувався з внутрішніх хвороб у Львові та Берліні, від 1938 — у Відні. Напередодні Другої світової війни повернувся до Львова, де працював асистентом  М. Панчишина в клініці внутрішніх хвороб. Під час німецької окупації — лікар і викладач гігієни Греко-католицької богословської  академії у Львові.  У 1944 переїхав до Відня. Очолював відділ. внутішньої  медицини Центрального  шпиталю для переміщених осіб м. Зальцбурґ у Австрії. 
У 1947р.  емігрував до США. Мав медичну практику в  Нью-Йорку. 1950р.  відкрив приватну лікарську практику; працював головним лікарем шпиталю св. Алоїза в м. Гарві (шт. Пн. Дакота). Член Американської медичної асоціації, Українського лікарського  товариства Північної Америки, Американської академії сімейних лікарів.
Помер 10 квітня 1995 року м. Мінот. Похований  у м. Дрейк, шт. Північна  Дакота. 

## Особисте життя
Одружений. Мав сина Ярослава-Романа (фахівець у галузі космічної медицини) та доньку Марію (лікар - дерматолог).

## Основні праці
- Agrimonia Eupatoria i Chimaphila Umbelata w leczeniu choryb wàtroby // Archiwum Medycyny Biologicznej. Warszawa. 1938;
- Die Gelenksveränderungen bei Endokrinen Krankheiten. Salzburg, 1946;
- Das Vegetative Nervensystem und die Endokrinen Drüsen. Salzburg, 1947;
- Гіпертонія // ЛВ. Чикаґо, 1954. Ч. 2;
- Глюкагон та його роля в цукрівниці // Там само. 1958. Ч. 6;
- Neues als Adjuvantien in der Behandlung des Diabetes // Zeitschrift für Therapie. Berlin, 1975. Heft 5.